# Бакрасов, Амыр Михайлович
Амыр Михайлович Бакрасов (1 октября 1984 года, Кара-Суу, Усть-Канский район, Горно-Алтайская АО, РСФСР, СССР) — российский самбист, чемпион (2012, 2014, 2015) и серебряный призёр (2010, 2011, 2013) чемпионатов России по боевому самбо, чемпион Европы 2010 и 2013 годов. серебряный призёр чемпионатов мира 2014-2015 годов, мастер спорта России международного класса. Выступал в легчайшей весовой категории (до 52 кг)

## Спортивные результаты
- Чемпион мира среди молодёжи;
- Чемпионат России по боевому самбо 2010 — ;
- Чемпионат России по боевому самбо 2011 — ;
- Чемпионат России по боевому самбо 2012 — ;
- Чемпионат России по боевому самбо 2013 — ;
- Чемпионат России по боевому самбо 2014 — ;
- Чемпионат России по боевому самбо 2015 — ;